# Slatiny
Obec Slatiny se nachází v okrese Jičín v Královéhradeckém kraji zhruba 8 km jjv. od Jičína. Žije zde 558 obyvatel.

## Historie
První písemná zmínka o obci pochází z roku 1357.
Narodil se tu a působil František Vaněk (1864–1912), rolník a politik, na počátku 20. století poslanec Českého zemského sněmu.

## Pamětihodnosti
- Rokokový Kostel Nanebevzetí Panny Marie
- Socha Panny Marie
- Socha svatého Jana Nepomuckého
- Dřevěná zvonice u kostela

## Části obce
- Slatiny
- Milíčeves

## Galerie

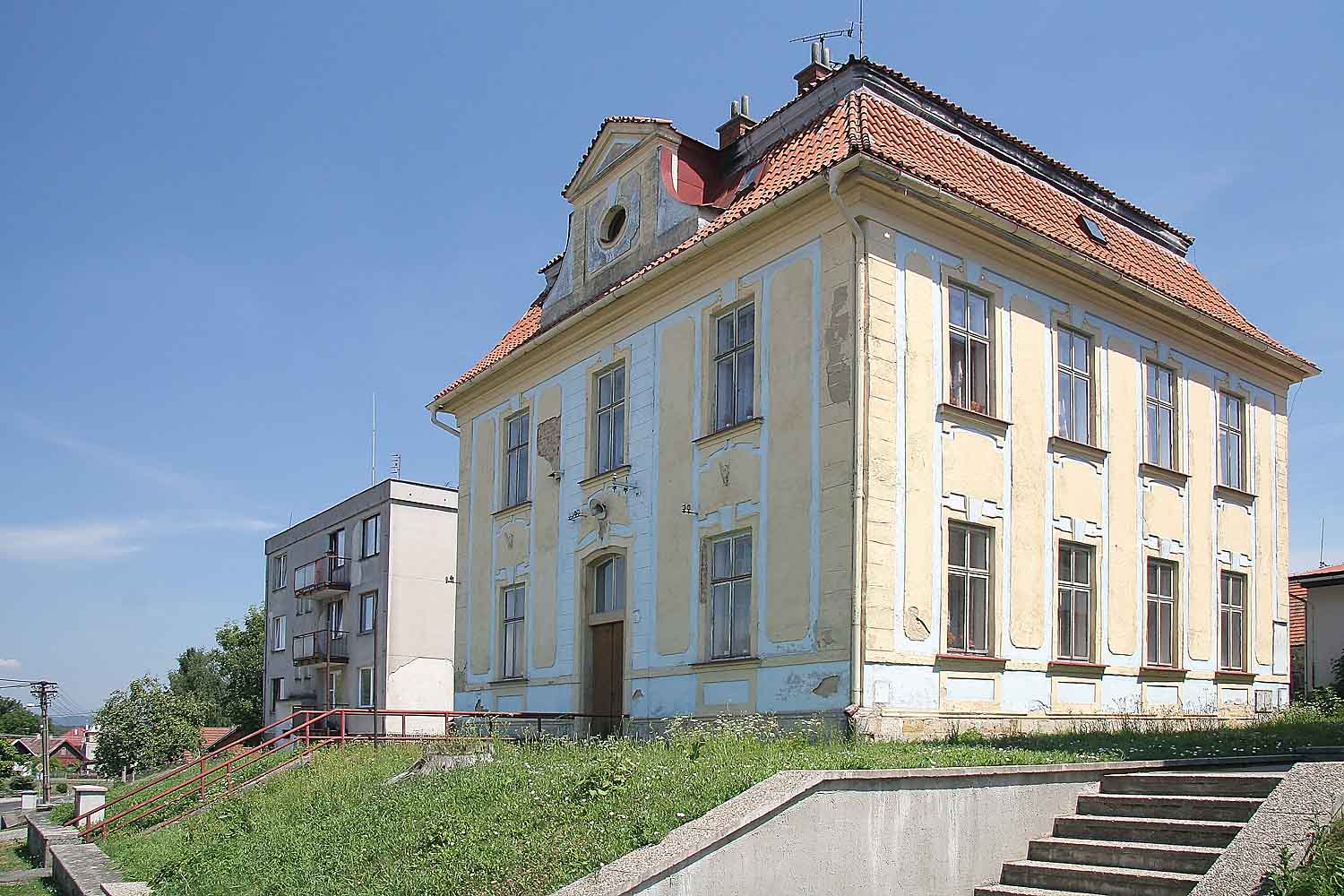
Bývalá fara
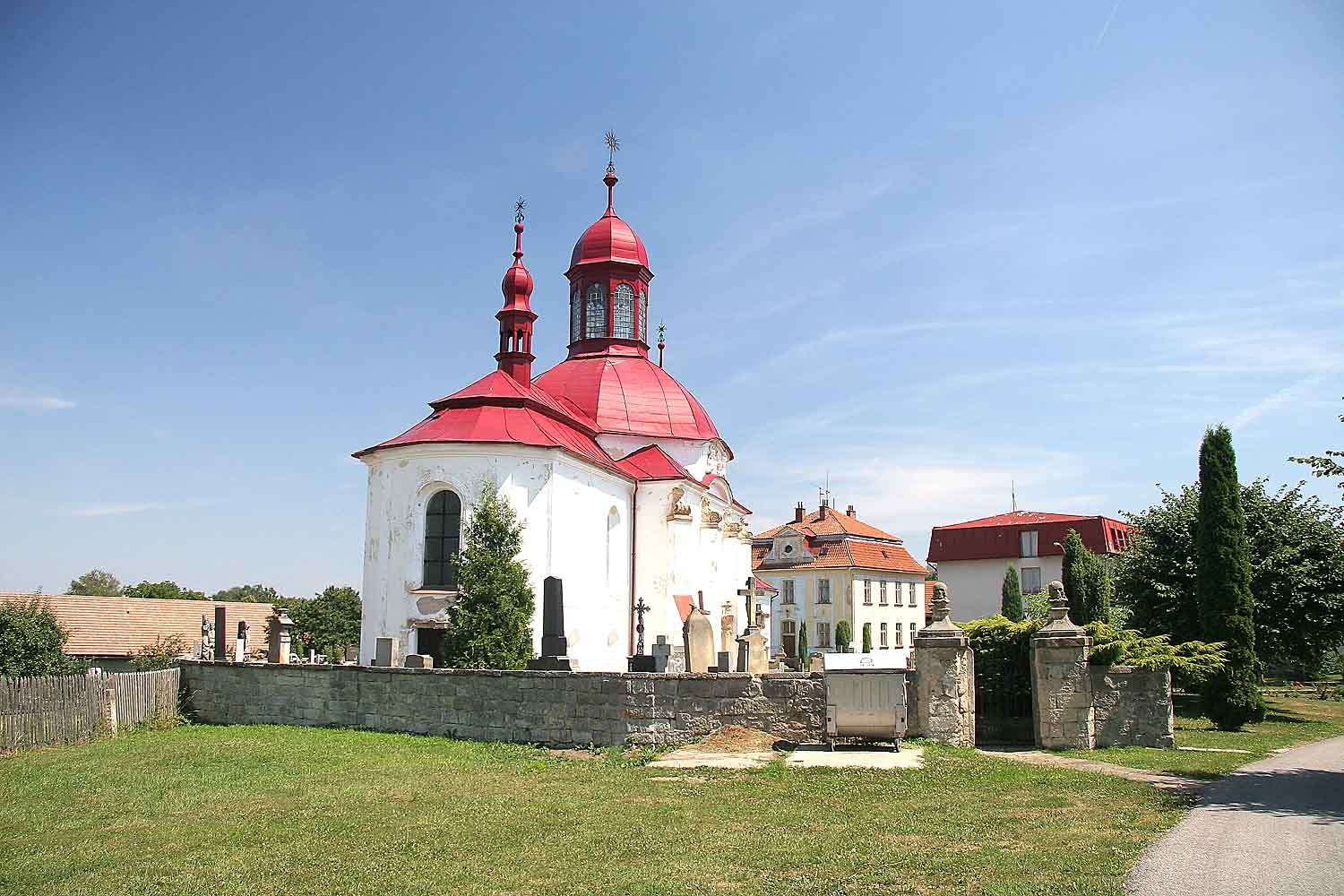
Kostel Nanebevzetí Panny Marie
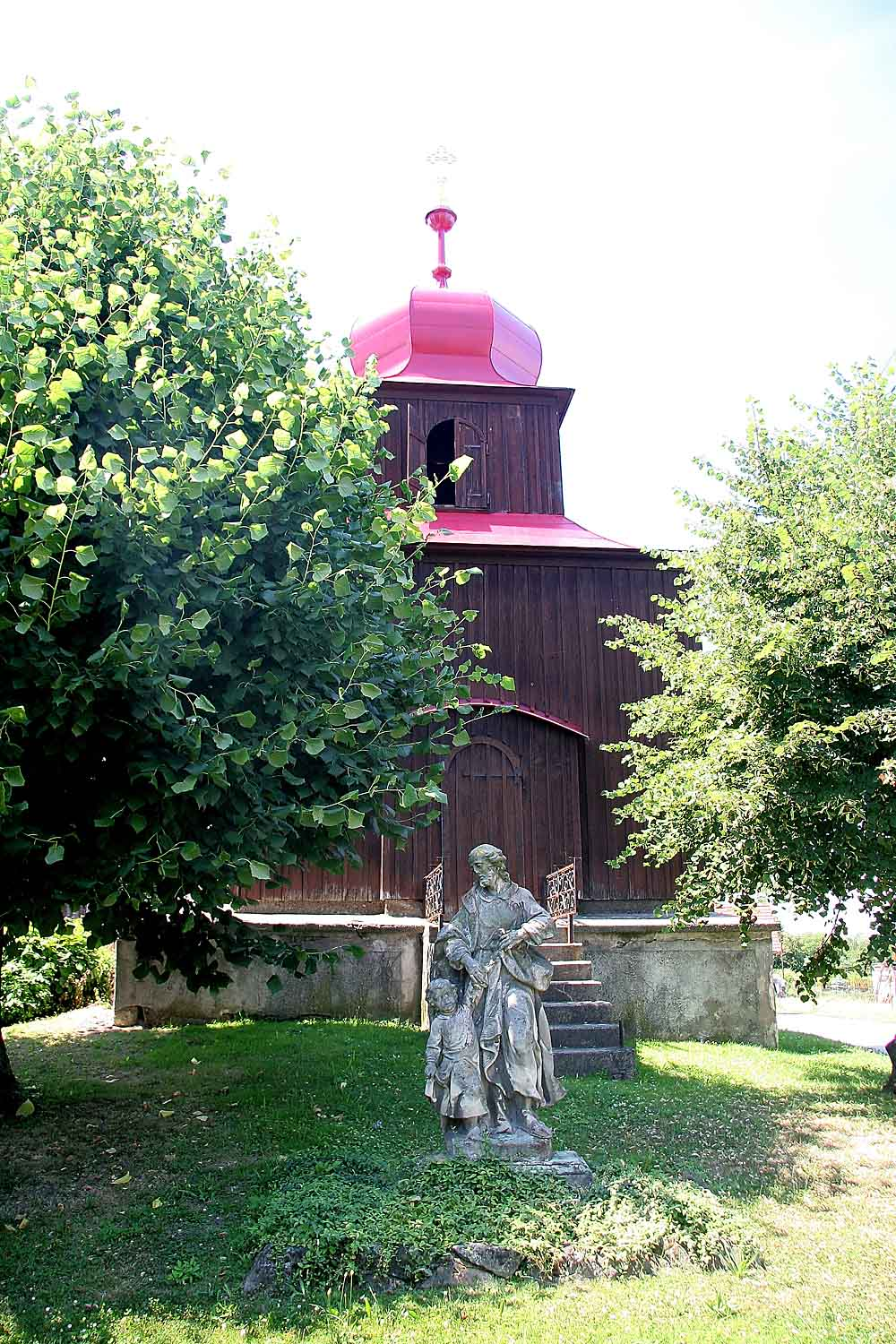
Dřevěná zvonice u kostela